# Monte-Soratte-Bunker

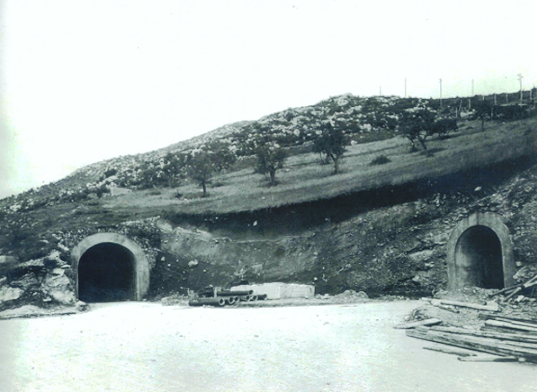
Eingangsbauwerk des Monte-Soratte-Bunkers

Der Monte-Soratte-Bunker ist ein Luftschutzbunker unter dem Monte Soratte in der Nähe von Rom, Italien. Er war Teil eines unterirdischen Bunkerkomplexes, der zwischen 1937 und 1943 erbaut wurde. Von September 1943 bis Juni 1944 diente er als Hauptquartier der Wehrmachtverbände im Mittelmeerraum unter Generalfeldmarschall Albert Kesselring.

## Geschichte
In den späten 1930er Jahren ließ die italienische Regierung unter dem Monte Soratte, etwa 45 km nördlich von Rom, ein Netz unterirdischer Stollen und Flugabwehrbunker errichten.
1937 begannen geheime Ausgrabungsarbeiten zum Bau einer riesigen Bunkeranlage, die die italienische Regierung und das italienische militärische Oberkommando beherbergen sollte, falls Rom belagert werden sollte. Die Arbeiten wurden unter der Leitung des technischen Corps von Rom durchgeführt. Über 4,5 km unterirdische Tunnel wurden in das Berginnere gegraben. Die Stollen wurden mit einer bis zu einem Meter dicken Schicht aus Zement verstärkt und reichten bis in eine Tiefe von über 300 Metern unter die Erde. Das Bunkersystem hatte einen Rauminhalt von fast 500.000 Kubikmetern. Es hatte eine eigene Wasserversorgung, ein Heizsystem, Stromgeneratoren, Kanalisation, Funkverbindungen, Schlafsäle, Küchen, Lagerräume und Waffendepots. Der Komplex sollte sich ursprünglich über 14 km lange Stollen tief unter dem Berg erstrecken, aber die Arbeiten wurden wegen der italienischen Kapitulation nie abgeschlossen.
Nach dem Luftangriff auf Frascati am 8. September 1943 wurde der weitläufige Bunker zum Hauptquartier der deutschen Besatzungstruppen unter dem Kommando von Generalfeldmarschall Albert Kesselring. Am 12. Mai 1945 fand ein schwerer alliierter Luftangriff zur Zerstörung des Bunkers statt. Trotz des Fehlschlags dieser Aktion kamen 100 der 1000 Mann starken Besatzung ums Leben. Die Wehrmacht hielt den Berg bis zur Befreiung Roms besetzt. Vor dem Verlassen des Bunkers befahl Generalfeldmarschall Kesselring, die Stollen zu verminen und in Brand zu setzen, aber der Schaden an den Strukturen war relativ gering.
In den 1950er Jahren nutzte das italienische Verteidigungsministerium das Bunkersystem als Pulvermagazin, bevor es 1962 aufgegeben wurde. In den 1960er Jahren, während des Kalten Krieges, wurde der Bunker, für den Fall eines nuklearen Angriffs auf Rom, in einen Atomschutzbunker für die italienische Regierung und den Präsidenten umgebaut. Es hätte 50 Regierungsmitglieder und 50 NATO-Techniker beherbergt. Die Arbeiten zum Bau des Atombunkers begannen 1967 und war 1972 noch nicht abgeschlossen. 1989 wurde der Bunker stillgelegt. Die Existenz des Bunkersystems wurde bis 2008 geheim gehalten. Das unterirdische Netzwerk von Soratte kann heutzutage besichtigt werden.

## Decauville-Bahn
Am 9. November 2024 wurde im Monte-Soratte-Bunker eine 0,7 km lange, elektrische Decauville-Bahn in Betrieb genommen, mit der ein Teil der 2,5 km der bisher unzugänglichen Tunnel besichtigt werden können. Der Zug kann auch unabhängig von der normalen Besichtigung genutzt werden. Außergewöhnlich ist, dass es sich um eine Rekonstruktion dessen handelt, was hier tatsächlich im Berg passiert ist.
Das Projekt wurde dank der langjährigen effektiven Zusammenarbeit zwischen der Gemeinde Santoreste und dem Soratte-Bunkerverein, der den Standort verwaltet und sich um die Bunkeranlage kümmert, ins Leben gerufen. Es ist jetzt möglich, die Tunnelanlage mit einer Schmalspurbahn zu besichtigen, die in einer modernen Bauweise konstruiert wurde, die den heutigen Vorschriften entspricht und von älteren Menschen und Kindern wie ein Jahrmarkt-Karussell genutzt werden kann.
Durch modernste Virtual Reality Technologie wird die Geschichte in der virtuellen Realität wiedergegeben, indem die Bombardierung des Monte Soratte während des Zweiten Weltkriegs visualisiert wird. Die Zugfahrt, auf der die Strecke zweimal befahren wird, dauert insgesamt etwa zwanzig Minuten. Bei der ersten Fahrt wird der aktuellen Zustand der Galerien mit eindrucksvollen Exponaten vorgestellt, während die zweite Fahrt ein Eintauchen in die Geschichte ermöglicht. Durch die bei der Bahnfahrt benutzten VR-Brillen erleben die Besucher den Bunker in seiner intensivsten Phase seiner Aktivität, während er das geheime Hauptquartier der Nazi-Truppen in Süditalien unter dem Kommando von Feldmarschall Albert Kesselring beherbergte. Es handelt sich dabei nicht um eine fiktive Rekonstruktion, sondern ein Sprung in die Vergangenheit, der auf Fotografien basiert, die damals aufgenommen wurden und heute vom deutschen Bundesarchiv aufbewahrt werden.
Das Konzept der computergestützt erweiterten Realitätswahrnehmung in der Decauville-Bahn hat bereits prestigeträchtige Auszeichnungen erhalten, wie den ersten Preis für Kulturstätten der Region Latium und den Preis Euroferr-Italy der Associations Européenne des Cheminots.